# Plivající kobry

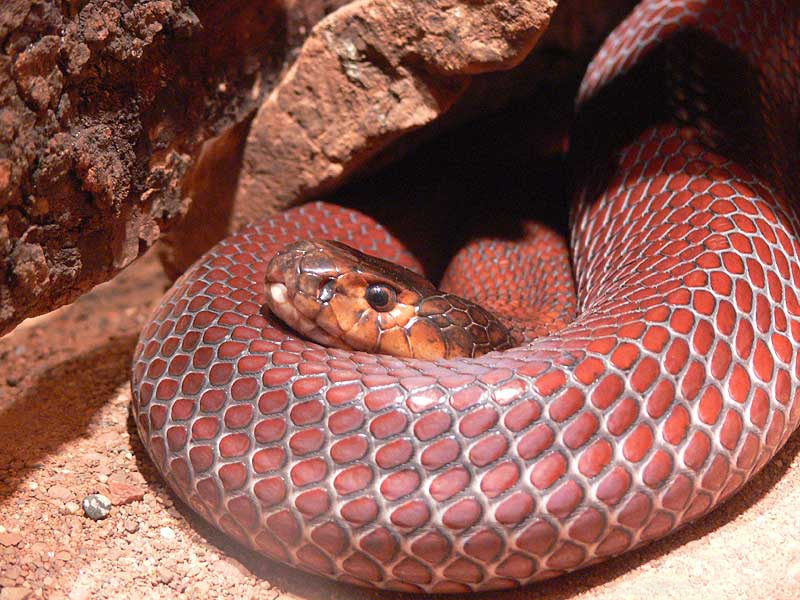
Kobra červená, Naja pallida

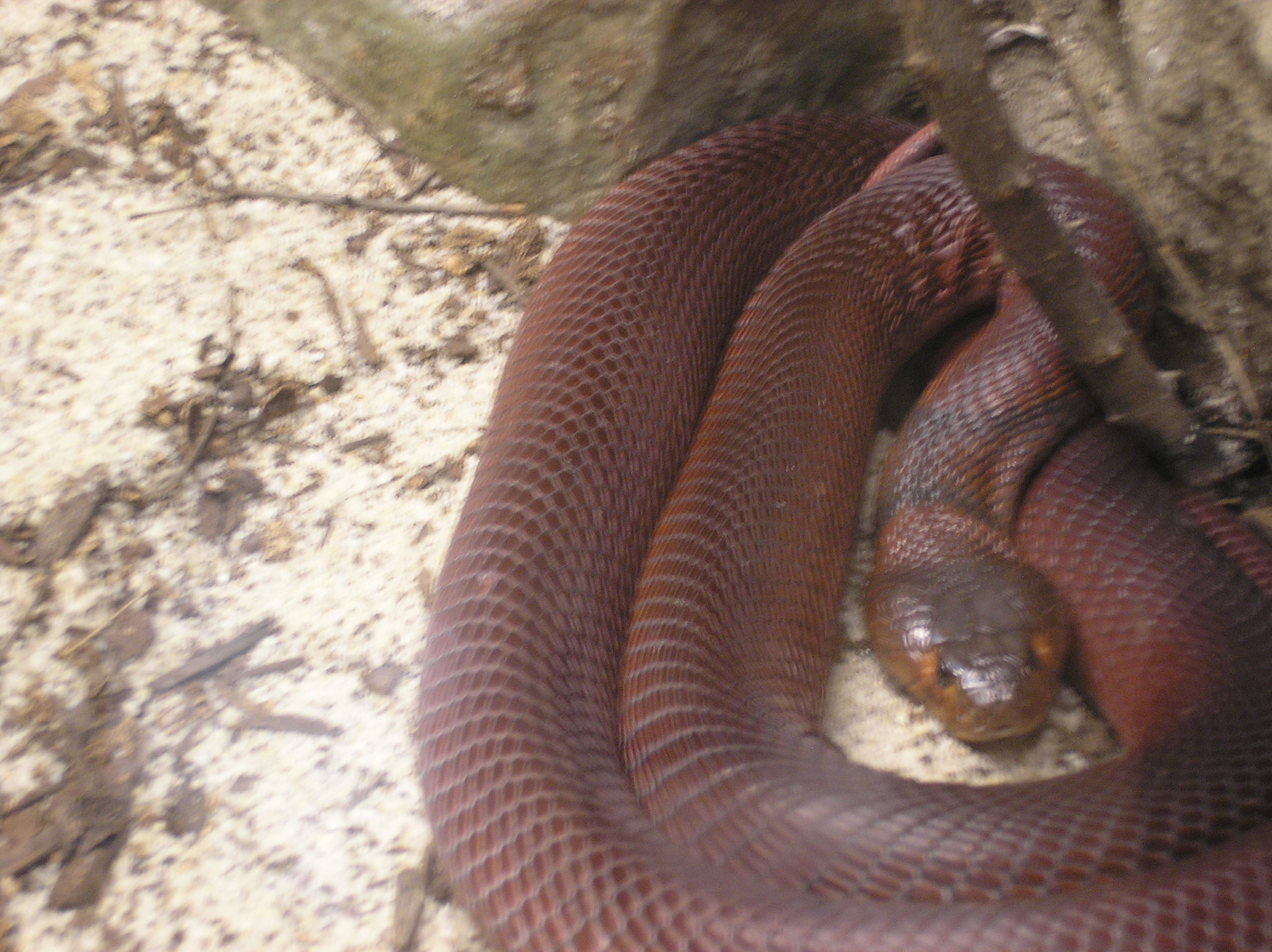
Kobra červená, Naja pallida

Plivající kobry jsou kobry schopné plivat (přesněji vystřikovat) svůj jed na větší vzdálenost. Žijí v Asii a Africe.
Do této skupiny patří několik druhů a poddruhů rodu Naja (např. kobra černokrká (Naja nigricollis), kobra jávská (Naja sputatrix) a kobra obojková (Hemachatus haemachatus).
Na rozdíl od většiny kober, které mají vyústění jedových žláz skoro u špičky zubu, ústí vývody plivajících kober poměrně vysoko vpředu nad špičkou zubu a jsou poněkud zúženy. Spolu se zvýšenou schopností stlačit svoji jedovou žlázu jim to umožňuje vystřikovat jed na vzdálenost až přes 2 metry (udává se „dostřel“ až 4 metry). Vzhledem k tomu, že se jed rozpráší nejen přirozeným rozstříknutím, ale i jemnými pohyby hlavy, málokdy mine cíl. Míří přitom na odlesk očí. Jed je velice rychle vstřebáván sliznicemi.
Had používá tento jed zejména jako obranu před predátory. K lovu je použita jen výjimečně (malé hlodavce může dávka vstřebaná očima zabít, případně jej paralyzuje a dezorientuje). U velkého predátora, popř. člověka jed vyvolá palčivou bolest a dočasnou nebo trvalou slepotu (při okamžitém léčení slepota obvykle nejpozději po několika dnech mizí), u alergických jedinců i vážnější komplikace a smrt. Každopádně se doporučuje při setkání s plivající kobrou zavřít oči, pokud se chystá plivnout. Zasažené oči je třeba urychleně vymýt. Je třeba podotknout, že plivající kobra může uštknout úplně stejně jako kobra „obyčejná“. Aplikace jedu do rány pak sice není tak efektivní, leč na usmrcení člověka bohatě stačí.
V knize Světem zvířat je uváděn případ, kdy byl ošetřovatel v londýnské ZOO zasažen jedem kobry černokrké do očí. Následky přetrvávaly celý rok. Ještě měsíce po události měl slabý zrak a oči mu i při malém namáhání slzely. Tamtéž se uvádí, že kobry černokrké v newyorské ZOO plivaly svůj jed na návštěvníky (od nichž je ovšem dělilo sklo terária) ještě půl roku po vystavení.

## Druhy plivajících kober
Africké:
- Naja ashei
- Naja katiensis – kobra kamerunská
- Naja mossambica – kobra mosambická
- Naja nigricollis – kobra černokrká
- Naja nigricincta
- Naja nubiae – kobra núbijská
- Naja pallida – kobra červená
- Hemachatus haemachatus – kobra obojková

Asijské:
- Naja philippinensis – kobra filipínská
- Naja samarensis – kobra samarská
- Naja siamensis – kobra siamská
- Naja sputatrix – kobra jávská
- Naja sumatrana – kobra sumaterská